# Championnat du monde de vitesse moto 1968
Navigation
Édition précédente Édition suivante
Le Championnat du monde de vitesse moto 1968 est la vingtième saison de vitesse moto organisée par la FIM.

Ce championnat comporte dix courses de Grand Prix, pour cinq catégories : 500 cm3, 350 cm3, 250 cm3, 125 cm3 et 50 cm3.

## Attribution des points
Les points du championnat sont attribués aux six premiers de chaque course :
- Premier : 8 points
- Second : 6 points
- Troisième : 4 points
- Quatrième : 3 points
- Cinquième : 2 points
- Sixième : 1 point

## Grand Prix 1968 catégorie 500 cm³
| n° | Course                            | Lieu        | Vainqueur        | Constructeur | Résultat |
| -- | --------------------------------- | ----------- | ---------------- | ------------ | -------- |
| 1  | Grand Prix d'Allemagne de l'Ouest | Nürburgring | Giacomo Agostini | MV Agusta    | Résultat |
| 2  | Grand Prix d'Espagne              | Montjuïc    | Giacomo Agostini | MV Agusta    | Résultat |
| 3  | Tourist Trophy                    | Île de Man  | Giacomo Agostini | MV Agusta    | Résultat |
| 4  | Grand Prix des Pays-Bas           | Assen       | Giacomo Agostini | MV Agusta    | Résultat |
| 5  | Grand Prix de Belgique            | Spa         | Giacomo Agostini | MV Agusta    | Résultat |
| 6  | Grand Prix d'Allemagne de l'Est   | Sachsen     | Giacomo Agostini | MV Agusta    | Résultat |
| 7  | Grand Prix de Tchécoslovaquie     | Brno        | Giacomo Agostini | MV Agusta    | Résultat |
| 8  | Grand Prix de Finlande            | Imatra      | Giacomo Agostini | MV Agusta    | Résultat |
| 9  | Grand Prix d'Ulster               | Dundrod     | Giacomo Agostini | MV Agusta    | Résultat |
| 10 | Grand Prix des Nations            | Monza       | Giacomo Agostini | MV Agusta    | Résultat |

### Championnat 1968 catégorie 500 cm³
| Clas. | Pilote              | Pays            | Constructeur | Points | Victoires |
| ----- | ------------------- | --------------- | ------------ | ------ | --------- |
| 1     | Giacomo Agostini    | Italie          | MV Agusta    | 48     | 10        |
| 2     | Jack Findlay        | Australie       | Matchless    | 34     | 0         |
| 3     | Gyula Marsovsky     | Suisse          | Matchless    | 13     | 0         |
| 4     | Peter Williams      | Royaume-Uni     | Matchless    | 9      | 0         |
| =     | Robin Fitton        | Royaume-Uni     | Norton       | 9      | 0         |
| =     | Alberto Pagani      | Italie          | Linto        | 9      | 0         |
| 7     | John Cooper         | Royaume-Uni     | Seeley       | 8      | 0         |
| =     | Derek Woodman       | Royaume-Uni     | Seeley       | 8      | 0         |
| 9     | Dan Shorey          | Royaume-Uni     | Norton       | 7      | 0         |
| =     | Angelo Bergamonti   | Italie          | Paton        | 7      | 0         |
| =     | Kel Carruthers      | Australie       | Norton       | 7      | 0         |
| 12    | John Dodds          | Australie       | Norton       | 6      | 0         |
| =     | Brian Ball          | Royaume-Uni     | Seeley       | 6      | 0         |
| =     | Renzo Pasolini      | Italie          | Benelli      | 6      | 0         |
| 15    | Billie Nelson       | Royaume-Uni     | Paton        | 5      | 0         |
| 16    | Barry Randle        | Royaume-Uni     | Norton       | 4      | 0         |
| =     | John Hartle         | Royaume-Uni     | Matchless    | 4      | 0         |
| 18    | Bill Smith (en)     | Royaume-Uni     | Matchless    | 3      | 0         |
| =     | Nicolaï Sevostianov | URSS            | CKEB         | 3      | 0         |
| =     | Percy Tait          | Royaume-Uni     | Triumph      | 3      | 0         |
| 21    | Bohumil Stasa       | Tchécoslovaquie | ČZ           | 2      | 0         |
| =     | Bernard Lund        | Royaume-Uni     | Matchless    | 2      | 0         |
| =     | Silvano Bertarelli  | Italie          | Paton        | 2      | 0         |
| 24    | Rodney Gould        | Royaume-Uni     | Norton       | 1      | 0         |
| =     | Rex Butcher         | Royaume-Uni     | Norton       | 1      | 0         |
| =     | Ron Chandler        | Royaume-Uni     | Seeley       | 1      | 0         |
| =     | Godfrey Nash        | Royaume-Uni     | Norton       | 1      | 0         |

## Grand Prix 1968 catégorie 350 cm³
| n° | Course                            | Lieu        | Vainqueur        | Constructeur | Résultat |
| -- | --------------------------------- | ----------- | ---------------- | ------------ | -------- |
| 1  | Grand Prix d'Allemagne de l'Ouest | Nürburgring | Giacomo Agostini | MV Agusta    | Résultat |
| 2  | Tourist Trophy                    | Île de Man  | Giacomo Agostini | MV Agusta    | Résultat |
| 3  | Grand Prix des Pays-Bas           | Assen       | Giacomo Agostini | MV Agusta    | Résultat |
| 4  | Grand Prix d'Allemagne de l'Est   | Sachsen     | Giacomo Agostini | MV Agusta    | Résultat |
| 5  | Grand Prix de Tchécoslovaquie     | Brno        | Giacomo Agostini | MV Agusta    | Résultat |
| 6  | Grand Prix d'Ulster               | Dundrod     | Giacomo Agostini | MV Agusta    | Résultat |
| 7  | Grand Prix des Nations            | Monza       | Giacomo Agostini | MV Agusta    | Résultat |

### Championnat 1968 catégorie 350 cm³
| Clas. | Pilote            | Pays                 | Constructeur | Points | Victoires |
| ----- | ----------------- | -------------------- | ------------ | ------ | --------- |
| 1     | Giacomo Agostini  | Italie               | MV Agusta    | 32     | 7         |
| 2     | Renzo Pasolini    | Italie               | Benelli      | 18     | 0         |
| 3     | Kel Carruthers    | Australie            | Aermacchi    | 17     | 0         |
| 4     | Heinz Rosner      | Allemagne de l'Est   | MZ           | 12     | 0         |
| =     | Ginger Molloy     | Nouvelle-Zélande     | Bultaco      | 12     | 0         |
| 6     | Derek Woodman     | Royaume-Uni          | Aermacchi    | 9      | 0         |
| 7     | Frantisek Stastny | Tchécoslovaquie      | Jawa         | 8      | 0         |
| 8     | Bohumil Stasa     | Tchécoslovaquie      | ČZ           | 7      | 0         |
| 9     | Bill Smith (en)   | Royaume-Uni          | Honda        | 4      | 0         |
| =     | Gilberto Milani   | Italie               | Aermacchi    | 4      | 0         |
| =     | Brian Steenson    | Royaume-Uni          | Aermacchi    | 4      | 0         |
| =     | Silvio Grassetti  | Italie               | Benelli      | 4      | 0         |
| 13    | Billie Nelson     | Royaume-Uni          | Norton       | 3      | 0         |
| 14    | Dan Shorey        | Royaume-Uni          | Norton       | 2      | 0         |
| =     | John Cooper       | Royaume-Uni          | Seeley       | 2      | 0         |
| =     | Karl Hoppe        | Allemagne de l'Ouest | Aermacchi    | 2      | 0         |
| =     | Bruno Spaggiari   | Italie               | Ducati       | 2      | 0         |
| 18    | Jack Findlay      | Australie            | Aermacchi    | 1      | 0         |
| =     | Dave Simmonds     | Royaume-Uni          | Kawasaki     | 1      | 0         |

## Grand Prix 1968 catégorie 250 cm³
| n° | Course                            | Lieu        | Vainqueur | Constructeur | Résultat |
| -- | --------------------------------- | ----------- | --------- | ------------ | -------- |
| 1  | Grand Prix d'Allemagne de l'Ouest | Nürburgring | Bill Ivy  | Yamaha       | Résultat |
| 2  | Grand Prix d'Espagne              | Montjuïc    | Phil Read | Yamaha       | Résultat |
| 3  | Tourist Trophy                    | Île de Man  | Bill Ivy  | Yamaha       | Résultat |
| 4  | Grand Prix des Pays-Bas           | Assen       | Bill Ivy  | Yamaha       | Résultat |
| 5  | Grand Prix de Belgique            | Spa         | Phil Read | Yamaha       | Résultat |
| 6  | Grand Prix d'Allemagne de l'Est   | Sachsen     | Bill Ivy  | Yamaha       | Résultat |
| 7  | Grand Prix de Tchécoslovaquie     | Brno        | Phil Read | Yamaha       | Résultat |
| 8  | Grand Prix de Finlande            | Imatra      | Phil Read | Yamaha       | Résultat |
| 9  | Grand Prix d'Ulster               | Dundrod     | Bill Ivy  | Yamaha       | Résultat |
| 10 | Grand Prix des Nations            | Monza       | Phil Read | Yamaha       | Résultat |

### Championnat 1968 catégorie 250 cm³
| Clas. | Pilote           | Pays                 | Constructeur | Points | Victoires |
| ----- | ---------------- | -------------------- | ------------ | ------ | --------- |
| 1     | Phil Read        | Royaume-Uni          | Yamaha       | 46     | 5         |
| 2     | Bill Ivy         | Royaume-Uni          | Yamaha       | 46     | 5         |
| 3     | Heinz Rosner     | Allemagne de l'Est   | MZ           | 32     | 0         |
| 4     | Rodney Gould     | Royaume-Uni          | Yamaha       | 21     | 0         |
| 5     | Ginger Molloy    | Nouvelle-Zélande     | Bultaco      | 19     | 0         |
| 6     | Renzo Pasolini   | Italie               | Benelli      | 10     | 0         |
| 7     | Santiago Herrero | Espagne              | Ossa         | 8      | 0         |
| 8     | Kent Andersson   | Suède                | Yamaha       | 6      | 0         |
| 9     | Malcolm Uphill   | Royaume-Uni          | Suzuki       | 5      | 0         |
| =     | László Szabó     | Hongrie              | MZ           | 5      | 0         |
| =     | Jack Findlay     | Australie            | Bultaco      | 5      | 0         |
| 12    | Carlos Giró-Vila | Espagne              | Ossa         | 3      | 0         |
| =     | Gordon Keith     | Rhodésie             | Yamaha       | 3      | 0         |
| 14    | Carlos Rocamora  | Espagne              | Bultaco      | 2      | 0         |
| =     | Gilberto Milani  | Italie               | Aermacchi    | 2      | 0         |
| 16    | Paul Eickelberg  | Allemagne de l'Ouest | Aermacchi    | 1      | 0         |
| =     | Bill Smith (en)  | Royaume-Uni          | Yamaha       | 1      | 0         |
| =     | Gyula Marsovsky  | Suisse               | Bultaco      | 1      | 0         |
| =     | Rex Butcher      | Royaume-Uni          | Suzuki       | 1      | 0         |

## Grand Prix 1968 catégorie 125 cm³
| n° | Course                            | Lieu        | Vainqueur         | Constructeur | Résultat |
| -- | --------------------------------- | ----------- | ----------------- | ------------ | -------- |
| 1  | Grand Prix d'Allemagne de l'Ouest | Nürburgring | Phil Read         | Yamaha       | Résultat |
| 2  | Grand Prix d'Espagne              | Montjuïc    | Salvador Cañellas | Bultaco      | Résultat |
| 3  | Tourist Trophy                    | Île de Man  | Phil Read         | Yamaha       | Résultat |
| 4  | Grand Prix des Pays-Bas           | Assen       | Phil Read         | Yamaha       | Résultat |
| 5  | Grand Prix d'Allemagne de l'Est   | Sachsen     | Phil Read         | Yamaha       | Résultat |
| 6  | Grand Prix de Tchécoslovaquie     | Brno        | Phil Read         | Yamaha       | Résultat |
| 7  | Grand Prix de Finlande            | Imatra      | Phil Read         | Yamaha       | Résultat |
| 8  | Grand Prix d'Ulster               | Dundrod     | Bill Ivy          | Yamaha       | Résultat |
| 9  | Grand Prix des Nations            | Monza       | Bill Ivy          | Yamaha       | Résultat |

### Championnat 1968 catégorie 125 cm³
| Clas. | Pilote               | Pays                 | Constructeur  | Points | Victoires |
| ----- | -------------------- | -------------------- | ------------- | ------ | --------- |
| 1     | Phil Read            | Royaume-Uni          | Yamaha        | 40     | 6         |
| 2     | Bill Ivy             | Royaume-Uni          | Yamaha        | 34     | 2         |
| 3     | Ginger Molloy        | Nouvelle-Zélande     | Bultaco       | 15     | 0         |
| 4     | Heinz Rosner         | Allemagne de l'Est   | MZ            | 12     | 0         |
| 5     | Salvador Cañellas    | Espagne              | Bultaco       | 11     | 1         |
| 6     | László Szabó         | Hongrie              | MZ            | 11     | 0         |
| =     | Dieter Braun         | Allemagne de l'Ouest | MZ-Neckermann | 11     | 0         |
| 8     | Hans-Georg Anscheidt | Allemagne de l'Ouest | Suzuki        | 10     | 0         |
| 9     | Günter Bartusch      | Allemagne de l'Est   | MZ            | 8      | 0         |
| 10    | Kel Carruthers       | Australie            | Honda         | 6      | 0         |
| 11    | Tommy Robb           | Royaume-Uni          | Bultaco       | 5      | 0         |
| 12    | Siegfried Möhringer  | Allemagne de l'Ouest | MZ-Neckermann | 4      | 0         |
| =     | Jan Huberts          | Pays-Bas             | MZ            | 4      | 0         |
| 14    | Walter Scheimann     | Allemagne de l'Ouest | Honda         | 3      | 0         |
| =     | Friedhelm Kohlar     | Allemagne de l'Est   | MZ            | 3      | 0         |
| =     | Dave Simmonds        | Royaume-Uni          | Kawasaki      | 3      | 0         |
| 17    | Kent Andersson       | Suède                | MZ            | 2      | 0         |
| =     | Gordon Keith         | Rhodésie             | Montesa       | 2      | 0         |
| =     | Hartmut Bischoff     | Allemagne de l'Est   | MZ            | 2      | 0         |
| =     | Lothar John          | Allemagne de l'Ouest | MZ            | 2      | 0         |
| =     | Jürgen Lenk          | Allemagne de l'Est   | MZ            | 2      | 0         |
| =     | Thomas Heuschkel     | Allemagne de l'Est   | MZ            | 2      | 0         |
| 23    | Pedro Alvarez        | Espagne              | Bultaco       | 1      | 0         |
| =     | Steve Murray         | Royaume-Uni          | Honda         | 1      | 0         |
| =     | Giuseppe Visenzi     | Italie               | Montesa       | 1      | 0         |
| =     | János Reisz          | Hongrie              | MZ            | 1      | 0         |

## Grand Prix 1968 catégorie 50 cm³
| n° | Course                            | Lieu        | Vainqueur            | Constructeur | Résultat |
| -- | --------------------------------- | ----------- | -------------------- | ------------ | -------- |
| 1  | Grand Prix d'Allemagne de l'Ouest | Nürburgring | Hans-Georg Anscheidt | Suzuki       | Résultat |
| 2  | Grand Prix d'Espagne              | Montjuïc    | Hans-Georg Anscheidt | Suzuki       | Résultat |
| 3  | Tourist Trophy                    | Île de Man  | Barry Smith          | Derbi        | Résultat |
| 4  | Grand Prix des Pays-Bas           | Assen       | Paul Lodewijkx       | Jamathi      | Résultat |
| 5  | Grand Prix de Belgique            | Spa         | Hans-Georg Anscheidt | Suzuki       | Résultat |

### Championnat 1968 catégorie 50 cm³
| Clas. | Pilote               | Pays                 | Constructeur | Points | Victoires |
| ----- | -------------------- | -------------------- | ------------ | ------ | --------- |
| 1     | Hans-Georg Anscheidt | Allemagne de l'Ouest | Suzuki       | 30     | 3         |
| 2     | Paul Lodewijkx       | Pays-Bas             | Jamathi      | 17     | 1         |
| 3     | Barry Smith          | Australie            | Derbi        | 15     | 1         |
| 4     | Angel Nieto          | Espagne              | Derbi        | 10     | 0         |
| 5     | Rudolf Kunz          | Allemagne de l'Ouest | Kreidler     | 6      | 0         |
| =     | Chris Walpole        | Royaume-Uni          | Honda        | 6      | 0         |
| =     | Rudolf Schmälzle     | Allemagne de l'Ouest | Kreidler     | 6      | 0         |
| 8     | Leslie Griffiths     | Royaume-Uni          | Honda        | 4      | 0         |
| =     | Aalt Toersen         | Pays-Bas             | Kreidler     | 4      | 0         |
| 10    | Ludwig Faßbender     | Allemagne de l'Ouest | Kreidler     | 3      | 0         |
| =     | Brian Lock           | Royaume-Uni          | Honda        | 3      | 0         |
| =     | Jan de Vries         | Pays-Bas             | Kreidler     | 3      | 0         |
| 13    | Cees van Dongen      | Pays-Bas             | Kreidler     | 2      | 0         |
| =     | Carlos Giró-Vila     | Espagne              | Derbi        | 2      | 0         |
| =     | Jim Pink             | Royaume-Uni          | Honda        | 2      | 0         |
| =     | Jos Schurgers        | Pays-Bas             | Kreidler     | 2      | 0         |
| =     | Martin Mijwaart      | Pays-Bas             | Jamathi      | 2      | 0         |
| 18    | Janco Florjan-Stefe  | Yougoslavie          | Tomos        | 1      | 0         |
| =     | Francisco Cufi       | Espagne              | Derbi        | 1      | 0         |
| =     | Robin Udall          | Royaume-Uni          | Honda        | 1      | 0         |